# Cultura iorubá
A cultura iorubá é o complexo de atividades, instituições e padrões sociais prevalentes na Iorubalândia e entre os iorubás.

## Arte

### Escultura

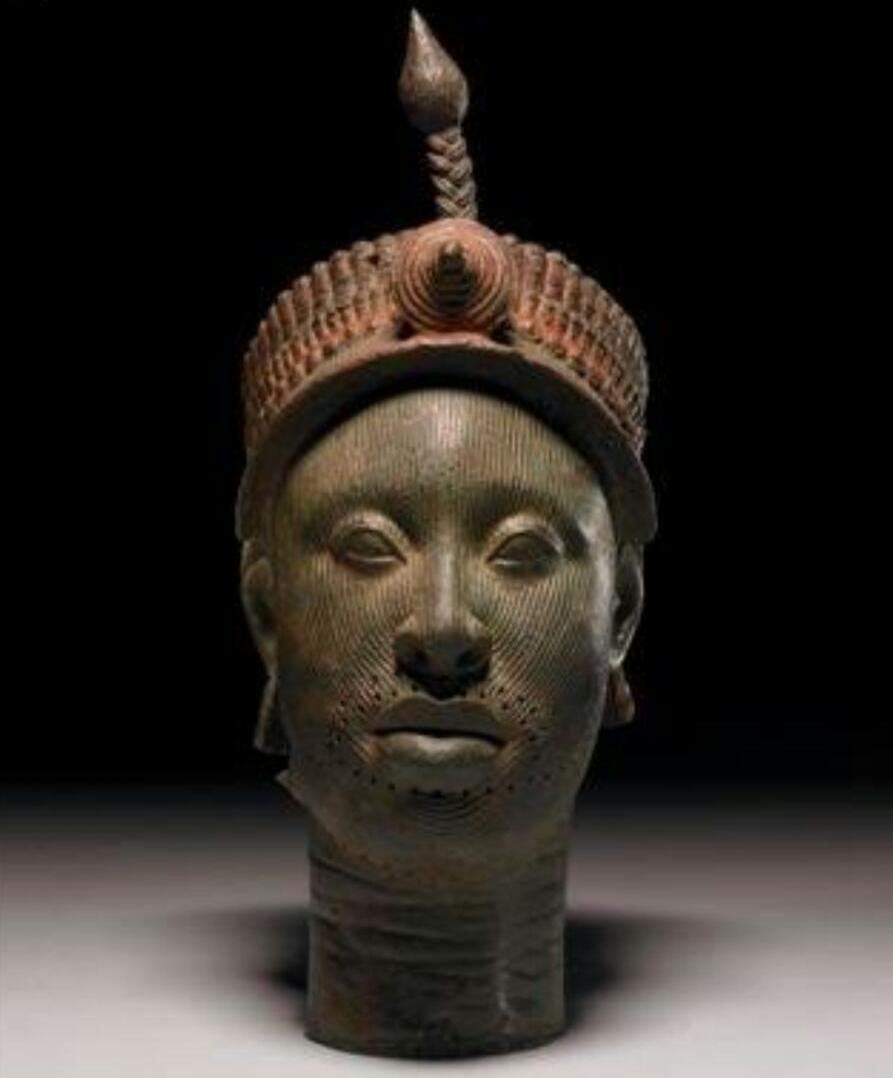
Museu Britânico, cabeça de bronze de Ifé, é um dos dezoito objetos que foram descobertos em 1938 no assentamento de Ifé, na Nigéria. Provavelmente foi feita no século XII

Os iorubás são considerados prolíficos escultores, famosos por suas magníficas obras em terracota em todo o século XII e XIV; Os artistas também earnests sua capacidade em fazer obras de arte de bronze.
Museu Esiẹ é um museu em Esie, Irepodun. O museu foi o primeiro a ser estabelecido na Nigéria, quando abriu em 1945. O museu já abrigou mais de mil figuras lápide ou imagens que representam os seres humanos. Tem a fama de ter a maior coleção de imagens de pedra-sabão no mundo. Nos tempos modernos, o museu Esie tem sido o centro das atividades religiosas e apresenta um festival no mês de abril de cada ano.

### Têxtil
A tecelagem é feita em diferentes tipos de teares, a fim de criar centenas de padrões diferentes.[carece de fontes?]

### Cozinha

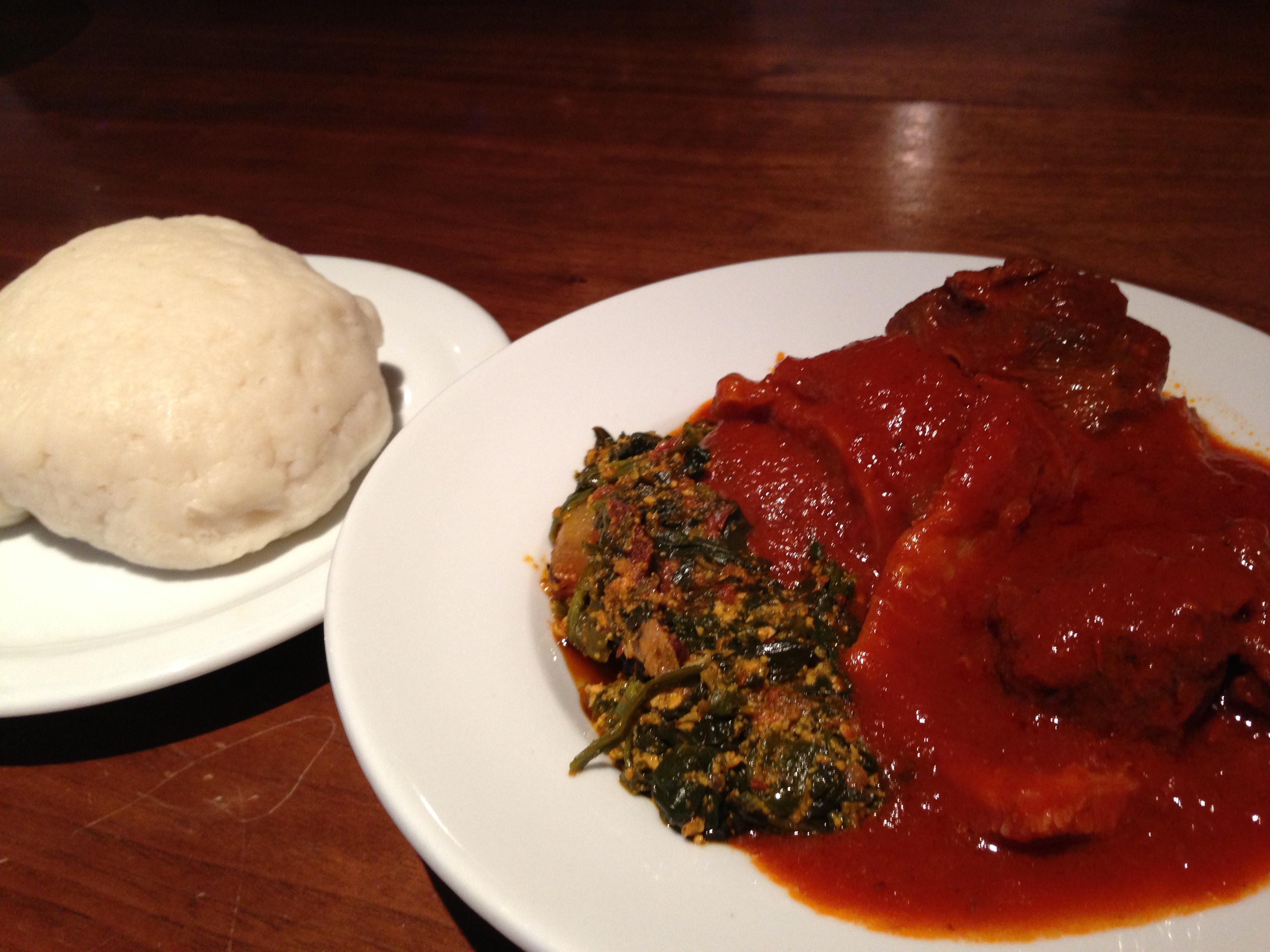
Prato de inhame moído

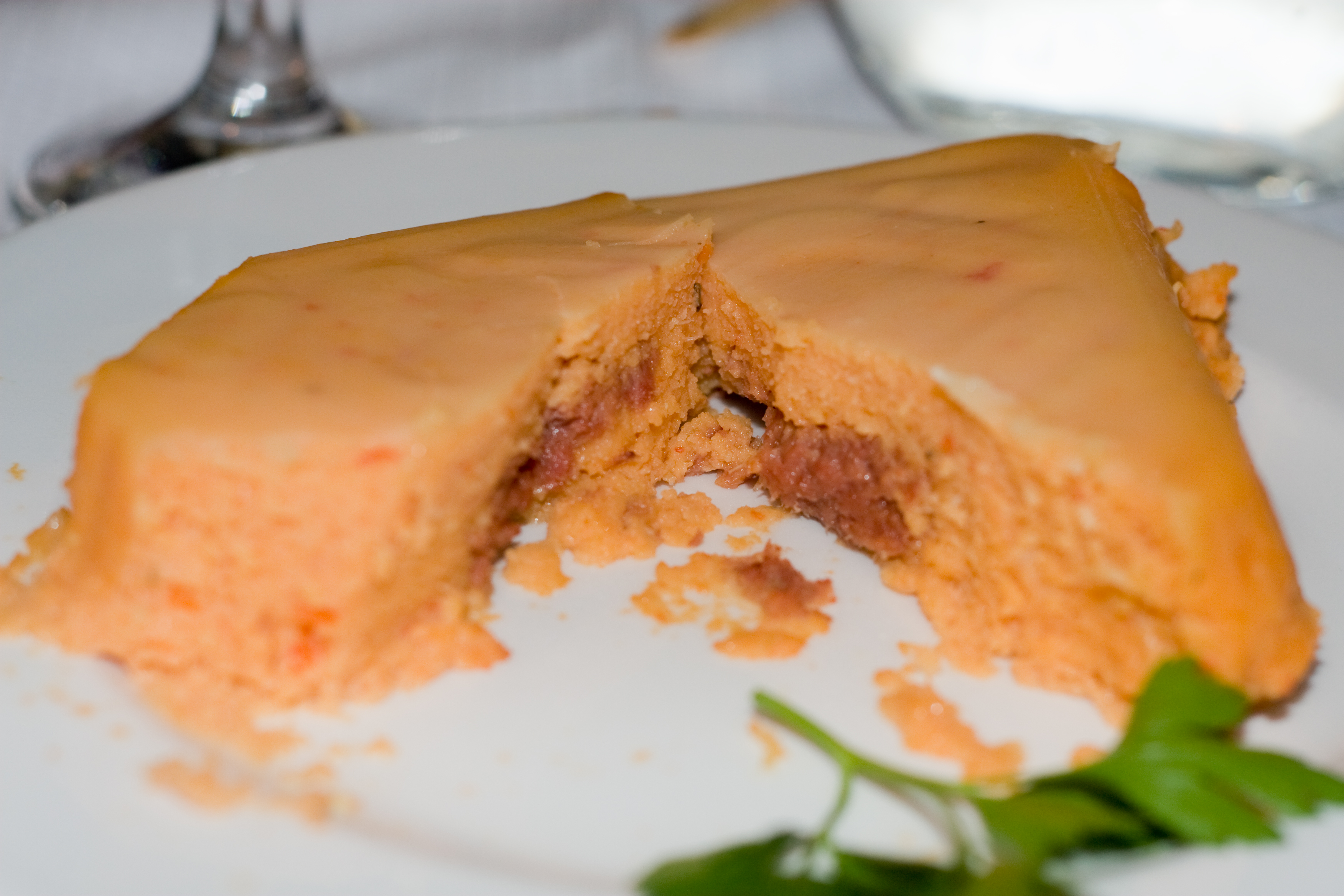
O moin moin (semelhante ao abará brasileiro), tradicionalmente embrulhado em aromáticas folhas de Thaumatococcus daniellii (Ewe eran).

Alguns alimentos comuns Ioruba são: iyan (inhame moído), Amala (farinha de inhame), eba, semo, fufu, moin moin (semelhante ao abará) e akara. Sopas incluem egusi, ewedu, ila okra. Legumes também são usuais como parte da dieta. Arroz e feijão são chamados localmente de ewa. Alguns pratos são também preparados para festas e cerimônias como o arroz jollof. Outros pratos populares são ekuru, cozidos, milho, mandioca e farinhas de milho e inhame, banana e feijão, ovos, frango, carne e formas variadas de carne e peixe (ponmo é feito de pele de vaca). Algumas refeições menos conhecidas são mingau de araruta, doces, frituras e poções de coco; e alguns pães, bolos e vinho de palma para citar alguns. A cozinha iorubá é bastante variada.

## Nomes pessoais
Os iorubás levam a sério os nomes dados às pessoas porque eles acreditam que as pessoas vivem os significados de seus nomes. Como tal, os iorubás desenvolvem esforços consideráveis para nomear um bebê. Sua filosofia de nomeação se expressa em um provérbio iorubá que diz: "ile ni a n wo, ki a to so omo l'oruko" ("o estado da casa deve ser considerado antes de dar um nome a uma criança"), significando que se deve considerar a tradição e a história familiar da criança, antes de se escolher o seu nome.:81 
Algumas famílias têm tradições de longa data para nomeação de seus filhos. Esses costumes são muitas vezes provenientes de sua profissão ou religião. Por exemplo, uma família de caçadores pode nomear seu bebê "Ogunbunmi" (o deus do ferro dá-me este) para mostrar seu respeito à divindade que lhes dá ferramentas de metal para a caça. Enquanto isso, uma família que adora "Ifá" poderá nomear seu filho "Falola" (Ifá tem a honra).[carece de fontes?]
Há outros costumes para nomear as crianças na Iorubalândia. A seguir, alguns exemplos retirados de The History of the Yorubas, de Samuel Johnson.:79s.
Os iorubás acreditam que um bebê pode vir com nome predestinado (Oruko Amutorunwa, de  Oruko, 'nome', e Amutorunwa, 'trazido do céu'. Por exemplo, os gêmeos são acreditados ter nomes naturais de nascimento. Assim, o primeiro a nascer dos dois é chamado Taiwo, uma forma abreviada de Tayewo, ou seja, o provador do mundo. Isto é, para identificar o primeiro duplo como o enviado do outro, primeiro vai e prova o mundo. Se ele/ela permanece lá, segue-se que não é ruim, e  que iria enviar um sinal para o outro para começar a vir. Por isso, o segundo a chegar é nomeado Kehinde (chegada tardia). A criança nasceu da mesma mulher depois dos gêmeos se chama Idou, e esse em seguida, isto se chama Alabá (feminino) ou Idobê (masculino). Ige é uma criança que nasceu com as pernas saindo primeiro ao invés da cabeça; e Ojo (masculino) ou Aina (feminino) é aquele nascido com o cordão umbilical em volta de seu pescoço. Quando uma criança é concebida sem menstruação antes, ele ou ela é nomeado Ilori.Dada é a criança que nasceu com cabelo crespo; e Ajayi (apelidado Ogidi Olu) é aquele nascido de rosto para baixo.[carece de fontes?]
Outros nomes naturais incluem Abiodun (um nascido em um dia de festival ou período), Bosede (um nascido em um dia santo; Babatunde/Babatunji (que significa o pai voltou) é o filho nascido de uma família onde o pai foi recentemente falecido. Este fato demonstra a crença na reencarnação. Iyabode, Yeside, Yewande, Yetunde, (mãe voltou) é a contraparte feminina.[carece de fontes?]

### Cerimônias de nomeação
As cerimônias de nomeação são realizadas com isso em mente. Ao membro mais velho da família é dada a responsabilidade de realizar a cerimônia. Os materiais utilizados são símbolos das esperanças, expectativas e orações dos pais para o novo bebê. Estes incluem mel, kola, kola amargo, atare (jacaré pimenta), água, óleo de palma, açúcar, cana de açúcar, sal e licor. Cada uma delas tem um significado especial na visão de mundo do iorubá. Por exemplo, o mel representa doçura, e a oração dos pais é que a vida do seu bebê vai ser tão doce como o mel.[carece de fontes?]
Após o ritual, a criança é nomeada e aos outros membros da família são dadas a honra de dar seus próprios nomes para a criança. Eles fazem isso com doações de dinheiro e roupas. Em muitos casos, eles gostariam de chamar a criança pelo nome que eles dão a ele ou ela. Assim, um novo bebê pode acabar com mais de uma dúzia de nomes.[carece de fontes?]

## Casamento
A criança que é nomeada vai crescer até a idade adulta. A cultura iorubá prevê a educação da criança pela família toda. Na sociedade tradicional, a criança é colocada com um mestre de qualquer ofício especificado pelos deuses para ele ou ela. Ou ele pode ser levado para a profissão do pai, no caso de um menino, ou da mãe, no caso de uma menina. Os pais têm a responsabilidade de seu/sua socialização nas normas da sociedade em geral, além de dar-lhe um meio de subsistência. O seu casamento também é da responsabilidade dos pais.[carece de fontes?]
A cerimônia de casamento é o clímax de um processo que começa com o namoro. O jovem identifica uma jovem mulher que ele ama. Ele e seus amigos procuram-na através de vários meios, incluindo brincadeiras de jogo. O jovem envia mensagens de interesse para a jovem, até o momento em que eles estejam perto o suficiente para evitar um intermediário (alarina). Em seguida, uma vez que ambos expressam o amor mútuo, eles permitem que os pais conheçam os seus sentimentos um pelo outro. Os pais do homem organizam para fazer uma visita aos pais da noiva em perspectiva. Uma vez que o seu consentimento é garantido, o dia do casamento pode ser definido. Antes do dia do casamento, o pagamento do preço da noiva é organizado. Isto assegura o consentimento final dos pais da noiva e o dia do casamento é fixado. Uma vez que o dia foi fixado por meio de consultas com a Orisa, a noiva e o noivo são avisados para evitar viajar para fora da cidade, incluindo para a fazenda. Isso é para evitar qualquer acidente. O dia do casamento é um dia de celebração, comendo, bebendo e dançando para os pais, relações, o novo marido e mulher e os seus amigos e, muitas vezes, até mesmo inimigos. O casamento não é considerado apenas uma união de marido e mulher, ele também é visto entre os iorubás como a união das famílias de ambos os lados.[carece de fontes?]
Mas antes que a noiva vá para casa de seu marido, ela é escoltada por diferentes pessoas ou seja, família e amigos à porta de sua nova casa. Ali ela é rezada e as pernas são lavadas. Acredita-se que ela está lavando cada má-sorte que ela poderia ter trazido de longe para a casa de seu marido. Antes que ela seja o prenúncio em sua casa, a ela é dada uma cabaça (ibá) e, em seguida, ela é convidada a quebrá-la. Quando se rompe, a quantidade de pedaços que ela é dividida, acredita-se ser o número de filhos que ela dará à luz. Na noite de núpcias, ela e seu marido têm seu primeiro encontro e é geralmente esperado por ele, encontrá-la virgem. Se ele não a faz, ela e seus pais são vistos a serem desonrados e podem ser banidos da vila onde vivem.[carece de fontes?]

## Funeral
No pensamento iorubá, a morte não é o fim da vida; é sim uma transição de uma forma de existência para outra. Os ogberis (pessoas ignorantes) temem a morte porque ela marca o fim de uma existência que é conhecida e o início de uma que é desconhecida. A imortalidade é o sonho de muitos, como Eji-ogbè coloca: Mo dogbogbo orose; Ng ko ku mo; Mo digba oke; Mo le gboin.[carece de fontes?]

## Religião
Os iorubás são considerados pessoas religiosas, mas também são pragmáticos e tolerantes com suas diferenças religiosas. Enquanto muitos professam a Escola de pensamento iorubá; Muitos mais professam outras religiões, e. Cristianismo, islamismo etc.
Embora a grande maioria deles atualmente professem crenças cristãs ou muçulmanas, a fé tradicional de seus antepassados - centrado em torno de divindades que são conhecidos coletivamente como os Orixás - tornou-se mundialmente famosa como modelo prototípico de várias religiões afro-americanas e como a UNESCO reconheceu receptáculo de tudo, do Festival de Oxum em Oxobô ao Ifá sistemas de adivinhação.